# Jan Szatsznajder

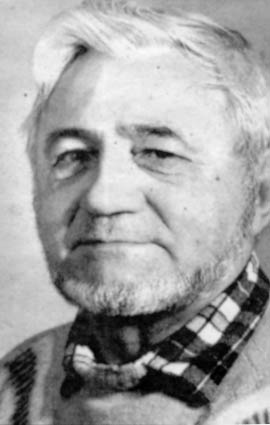
Jan Szatsznajder

Jan Szatsznajder (ur. 14 listopada 1921 w Warszawie, zm. 19 sierpnia 1997 we Wrocławiu) – dziennikarz, pisarz; kapral podchorąży Polskich Sił Zbrojnych.
W marcu 1940 próbował przedostać się z Warszawy do Francji, ale w okolicach Worochty na Huculszczyźnie, w pobliżu dawnej granicy polsko-węgierskiej, schwytany został przez strażników sowieckich i trafił do więzienia, a potem z wyrokiem do łagru na Dalekiej Północy ZSRR.
Po utworzeniu przez gen. Władysława Andersa oddziałów Polskich Sił Zbrojnych w ZSRR trafił do wojska. Był potem w 2 Korpusie Polskim; dowodził plutonem czołgów w 1 Pułku Ułanów Krechowieckich w 2 Warszawskiej Brygadzie Pancernej. We Włoszech uczestniczył m.in. w walkach o Monte Cassino, Bolonię, za co uhonorowany został Krzyżem Srebrnym Orderu Wojennego Virtuti Militari.
Po wojnie powrócił do Polski w maju 1947 i osiadł we Wrocławiu. Był dziennikarzem „Gazety Robotniczej” (specjalizował się m.in. w problematyce zagłębia miedziowego), napisał też kilka książek. Autor cykli reportaży „Ludzie i megawaty” o kopalni i elektrowni Turów oraz „Ludzie i miedź” o zagłębiu miedziowym w Lubinie.
Był prezesem oddziału dolnośląskiego Stowarzyszenia Dziennikarzy RP.
Został pochowany na Cmentarzu Grabiszyńskim (grób 26/730/2).

## Książki
- Jan Szatsznajder, „Dziś i jutro Lubina”, wyd. PWN, Warszawa 1975, OCLC 491228626
- Jan Szatsznajder, „Cichociemni. Z Polski do Polski”, wyd. 1, Krajowa Agencja Wydawnicza, Wrocław 1985, ISBN 83-03-01001-8; wyd. 2, Presstrust, Wrocław 1991
- Jan Szatsznajder, „Drogi do Polski”, wyd. Klub Motorowy „Rzemieślnik”, 1989, OCLC 644481264
- Jan Szatsznajder, „Dopisany życiorys... Władysława Ossowskiego”, wyd. „W Kolorach Tęczy”, Wrocław 1994, OCLC 37512898.